# Aitejaure (Arjeplogs socken, Lappland)
Aitejaure är en sjö i Arjeplogs kommun i Lappland och ingår i Piteälvens huvudavrinningsområde. Sjön har en area på 0,273 kvadratkilometer och ligger 601,4 meter över havet. Aitejaure ligger i Sulitelma Natura 2000-område.

## Delavrinningsområde
Aitejaure ingår i det delavrinningsområde (742986-153348) som SMHI kallar för Utloppet av Pieskehaure. Medelhöjden är 693 meter över havet och ytan är 192,38 kvadratkilometer. Räknas de 38 avrinningsområdena uppströms in blir den ackumulerade arean 623,83 kvadratkilometer. Avrinningsområdets utflöde Piteälven mynnar i havet. Avrinningsområdet består mestadels av skog (22 procent) och kalfjäll (46 procent). Avrinningsområdet har 60,42 kvadratkilometer vattenytor vilket ger det en sjöprocent på 31,4 procent.